# Jacob Cramer

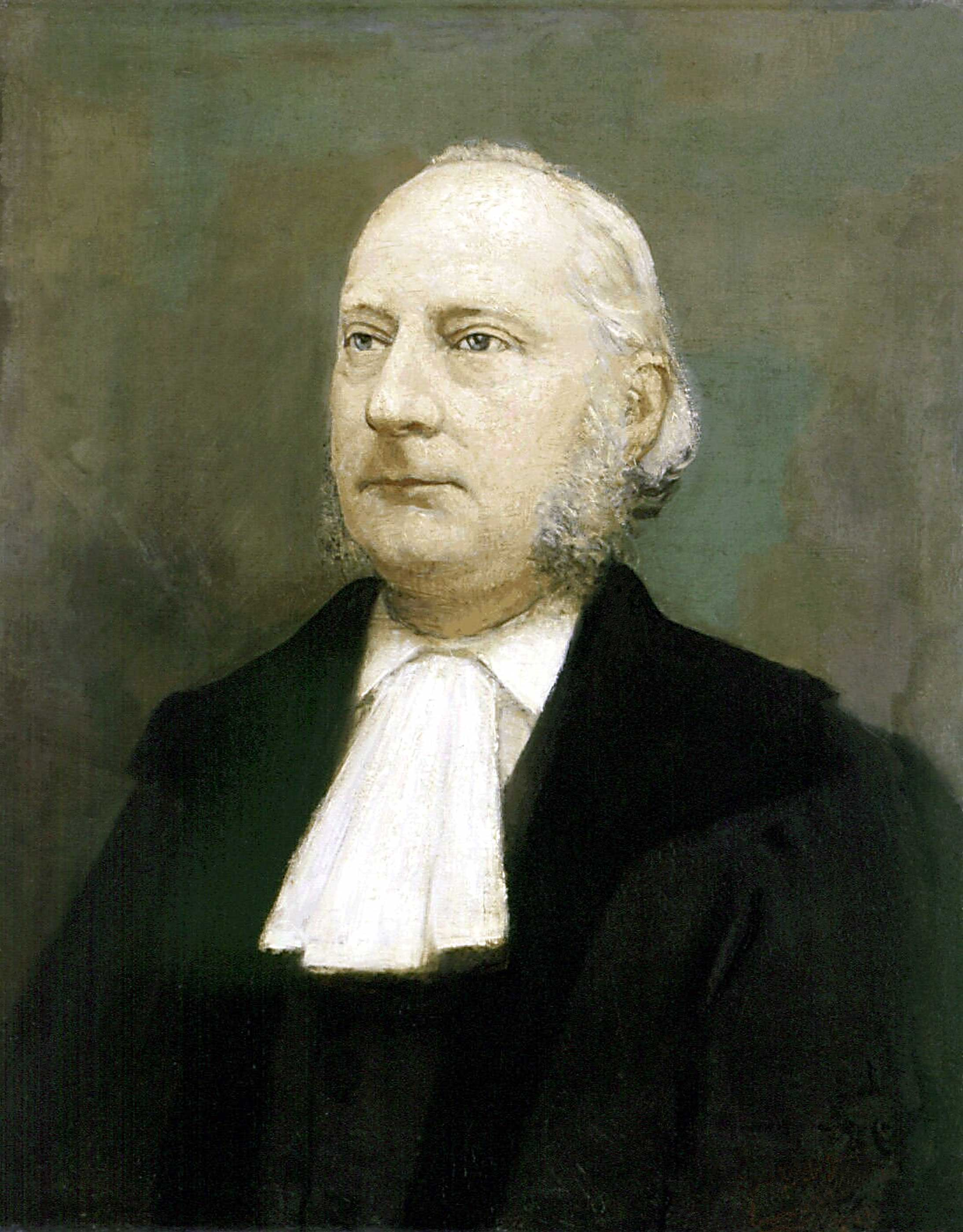
Jacob Cramer

Jacob Cramer (* 24. Dezember 1833 in Rotterdam; † 18. Mai 1895 in Utrecht) war ein niederländischer reformierter Theologe und Kirchenhistoriker.

## Leben
Jacob war der Sohn des Apothekers Jan Anthonie Cramer (* 19. März 1799 in Rotterdam; † 12. Dezember 1874 in Utrecht) und dessen am 19. Oktober 1831 in Bleiswijk geheirateten zweiten Frau Cornelia Claudia van Waning (* 26. März 1805 in Bleiswijk; † (9. Mai) 1887 in Velp).
Nach dem Besuch des Erasmusgymnasiums in Rotterdam immatrikulierte er sich am 15. September 1852 Universität Utrecht, um ein Studium der Theologie zu absolvieren. Hier besuchte er die Vorlesungen von Henricus Egbertus Vinke, Antonie van Goudoever, Simon Karsten, Jacobus Cornelis Swijghuijsen Groenewoud, Hermannus Bouman, Bernard ter Haar und Cornelis Willem Opzoomer. Nachdem er am 11. Juni 1858 mit Specimen historico-dogmaticum de Arianismo zum Doktor der Theologie promoviert wurde, bestand er am 3. August 1858 sein Pfarramtsexamen und wurde als Nachfolger von Gijsbert Hendrik Lamers im selben Jahr stellvertretender Direktor am Missionshaus in Rotterdam. 1859 wurde er Pfarrer in den Dörfern Oude-Wetering, 1862 Pfarrer in Charlois und 1866 Pfarrer in Amsterdam. Während jener Zeit publizierte er einige theologische Abhandlungen.
Am 28. April 1876 wurde er zum Professor Theologie in Groningen für das Neue Testament, Dogmen- und Kirchengeschichte berufen, welche Aufgabe er am 10. Oktober 1876 mit der Einführungsrede kerk en theologie übernahm und seine Vorlesungen am 20. Oktober desselben Jahres mit dem Thema het hooge belang der kerkgeschiedenis voor den evangeliedienaar van onzen tijd begann. 1884 wechselte er als Professor für Kirchengeschichte, Dogmengeschichte und christliche Archäologie an die Universität Utrecht, welche Aufgabe er am 19. September 1884 mit der Einführungsrede De symbolische verklaring der evangelische geschiedenis übernahm. Am 12. April 1888 wechselte er auf den Lehrstuhl der Auslegung des neuen Testaments, der Geschichte der Lehren der christlichen Religion und der altchristlichen Literatur. In seine Eigenschaft als Utrechter Hochschullehrer beteiligte er sich auch an den organisatorischen Aufgaben der Hochschule und war 1892/93 Rektor der Alma Mater. Dieses Amt legte er nieder mit der Rede Verslag van de lotgevallen der Rijksuniversiteit te Utrecht in het studiejaar 1892–1893.

## Familie
Cramer verheiratete sich am 4. September 1861 in Rotterdam mit Simonia Louisa Lagerwerff (* 19. April 1840 in Rotterdam; † 17. April 1919 in Utrecht), die Tochter des Cornelis Diedericus Lagerwerff und der Johanna Hendrika van Zuijdam. Aus der Ehe stammen 2 Töchter und vier Söhne. Von diesen kennt man:
- Johanna Hendrika Cramer (* 26. Juli 1862 in Alkemade; † 26. März 1933 in Veere) verh. 1. Juni 1866 in Utrecht mit Gerard Johan Weijland (* 27. April 1860 in Groningen; † 25. Juli 1935 in Middelburg)
- Jan Anthonij Cramer (* 8. April 1864 in Charlois; † 5. Juli 1952 in De Bilt) verh. 14. Februar 1889 in Utrecht mit Louise Apolonia Augusta Josephina Ernestina Witte Eechout (* 29. Juni 1863 in Breda; † 12. November 1942 in De Bilt)
- Louis Cramer (* 17. Oktober 1865 in Charlois; † 15. Februar 1938 in Apeldoorn) verh. 18. April 1901 in Utrecht mit Berendina Reinetta Bremer (* 26. November 1859 in Doesburgh; † 13. August 1930 in Apeldoorn)
- Cornelis Diederikus Cramer (* 29. Oktober 1866 in Amsterdam; † 22. Januar 1941 in Utrecht) verh. 17. September 1896 in Utrecht mit Susanna Maria Gewin (* 21. Mai 1874 in Abcoude; † 5. März 1929 in Utrecht)
- Cornelia Claudia Cramer (* 15. August 1868 in Amsterdam; † 28. Mai 1948 in Muiden) verh. 5. Juli 1900 in Utrecht mit Jacob Leendert de Raadt (* 24. März 1872 in Schiedam; † 21. April 1948 in Muiderberg)
- Jacob Cramer (* 30. April 1872 in Amsterdam; † 20. Februar 1957 in Soest) verh. 30. Oktober 1900 in Utrecht mit  Maria ten Bosch (* 12. April 1875 in Utrecht; † 23. Juli 1944 in Soest)

## Werke (Auswahl)
- Specimen historico-dogmaticum de Arianismo. Utrecht 1858
- Zes leerredenen, uitgegeven tot een aandenken voor de gemeente te O. en N. Wetering. Rotterdam 1863
- De illusie der moderne richting. Een woord naar aanleiding van den jongsten strijd tusschen Prof. J.H. Scholten en Dr. A. Pierson. Amsterdam 1867
- Christendom en Humaniteit. Amsterdam 1871
- Waarheen nu? Eene vraag aan allen, die recht en waarheid liefhebben in de N.H. Kerk. Amsterdam 1872
- Wij gaan vooruit. Een woord van bemoediging in den kerkelijken strijd. Amsterdam 1873
- Kerk en Theologie. Redevoering bij de aanvaarding van het hoogleeraarambt aan de Groninger Hoogeschool, uitgesproken den 10 October. Groningen 1876
- Het leven des geloofs. Zes leerredenen ter herinnering aangeboden aan de gemeente te Amsterdam. Amsterdam 1877
- Alexandre Vinet als christelijk moralist en apologeet geteekend en gewaardeerd. Bekroond en uitgegeven door het Haagsch Genootschap tot verdediging van den Christelijken Godsdienst. Leiden 1883
- De kanon der H.S. in de eerste vier eeuwen der christel. kerk. Geschiedk, onderzoek. Amsterdam 1883
- De R. Cath. en de oud-Prot. schriftbeschouwing. Hist. Onderzoek. Amsterdam 1883
- De symbolische verklaring der Evangelische geschiedenis. Redevoering bij de aanvaarding van het hoogleeraarsambt aan de Rijks-Universiteit te Utrecht, uitgesproken den 19den September 1884. Utrecht 1884
- De Prot. orthodoxie en het Protestantisme. Utrecht 1884
- De jongste hypothese. Utrecht 1885
- Het houten en het ijzeren juk. Utrecht 1887
- De beteekenis van ‘het Nieuwe Testament’ voor den theoloog van onzen tijd. Redevoering op 24 Maart. Utrecht 1893